# 恒村則之
恒村 則之（つねむら のりゆき、1941年9月12日 - ）は、日本の造園コンサルティングエンジニア。

## 来歴
熊本県出身。1969年4月に日本技術開発（現・エイト日本技術開発）に入社する。
1991年9月に取締役環境企画部長となる。1999年9月に常務取締役東北支社長、2001年7月に常務取締役營業本部長兼都市・環境マネジメント本部長を経て、同年9月取締役常務執行役員營業本部長兼都市・環境マネジメント本部長となる。2002年7月から取締役常務執行役員事業本部長を務め、2003年9月に顧問となる。2004年9月から2011年まで常勤監査役だった。
2010年に、第32回日本公園緑地協会北村賞を受賞した。
著書に『環境都市計画事典』（共著、朝倉書店）がある。